# Фотодиссоционный лазер
Фотодиссоционный лазер — разновидность газового лазера, в нем применяется газ, молекулы которого под влиянием оптической накачки диссоциируют (распадаются) на две части, одна из которых оказывается в возбужденном состоянии и используется для лазерного излучения.
Различают два типа фотодиссоционных лазеров. В первом типе в роли возбужденного активного центра выступает один из продуктов диссоциации молекулы (возбуждение в первичных фотопроцессах). Во втором возбужденные активные центры образуются в результате химических реакций, в которые вступают продукты диссоциации молекул (возбуждение в процессе вторичных химических реакций). В последнем случае применяется также термин фотохимический лазер.
В СССР в 1960-х годах в Отделении квантовой радиофизики Физического института им. П. Н. Лебедева велись разработки мощных фотодиссоционных лазеров с энергией 108 −109 Дж и длительностью импульса 10−4 −10−3 с. В качестве источника энергии накачки квантового генератора предполагалось использовать атомный взрыв.